# Stigmella geimontani
Stigmella geimontani là một loài bướm đêm thuộc họ Nepticulidae. Nó được tìm thấy ở vùng Dachstein, một nhóm sống ở vùng núi phân bố ở phần phía đông bắc của Anpơ.
Sải cánh dài 5,5–6 mm.
Ấu trùng ăn Geum montanum.